# Cogua
Cogua est une ville colombienne du département de Cundinamarca.